# Juan Carlos Pastrana
Juan Carlos Pastrana Arango (Nueva York, 21 de mayo de 1951) es un periodista y empresario estadounidense de ascendencia y nacionalidad colombianas. Fue director del periódico colombiano La Prensa.

## Biografía
Juan Carlos Pastrana Arango nació en Nueva York, el 21 de mayo de 1951, en el seno de una familia de la aristocracia colombiana. Nació en Estados Unidos mientras su padre estaba cumpliendo un encargo diplomático del gobierno colombiano, como director de la Caja Agraria en esta ciudad.
Sus padres, distinguidos miembros de la élite conservadora y católica de la capital colombiana, se hicieron amigos de Alberto Lleras y su familia, político liberal quien había ocupado brevemente la presidencia de su país natal en 1945; los Pastrana y los Lleras llegaron a tener tan buena relación que a Juan Carlos lo cuidaban los Lleras en su casa cuando sus padres tenían eventos sociales que cumplir.
En 1954, en medio de la dictadura militar que vivía Colombia, con el gobierno de Gustavo Rojas Pinilla, la familia Pastrana regresó al país, ya que el padre de Juan Carlos era discípulo del influyente político conservador y expresidente Mariano Ospina Pérez, uno de los responsables del golpe militar en 1953.

#### El proceso 8000
En 1994, su hermano Andrés desató una polémica sobre la financiación de la campaña presidencial de su rival, el liberal Ernesto Samper. Pastrana denunció que el Cartel de Cali había financiado a Samper en la primera vuelta, y exhibió un casete donde se podía oír una conversación entre un militante de la campaña y el capo Gilberto Rodríguez Orejuela; las evidencias pasaron a conocerse como "los narcocassettes".
Por su parte, Juan Carlos fue de los pocos periodistas, junto con Álvaro Gómez, que exhibieron en sus respectivos medios de comunicación, las evidencias que Pastrana guardaba, según él, como prueba de la financiación ilícita de la campaña de Samper y sus nexos con el narcotráfico.
El escándalo terminó con la victoria de éste Samper sobre Pastrana, este último llorando en televisión denunciando a Samper y a los medios por no apoyarlo en su causa, una investigación archivada en contra del presidente (en el famoso Proceso 8000) y varias sindicaciones de que el asesinato de Gómez fue relacionado por éste éscandalo.

## Familia
Juan Carlos es el hijo mayor del político, abogado y empresario colombiano Misael Pastrana Borrero y de su esposa María Cristina Arango Vega, Juan Carlos era el mayor de cuatro hijos, siendo sus hermanos Andrés (presidente de Colombia entre 1998 y 2002, y previamente alcalde de Bogotá entre 1988 y 1990, senador y periodista), Jaime y Cristina Pastrana Arango. 
Su padre fue presidente de Colombia entre 1970 y 1974, además de ocupar varios cargos diplomáticos y ministeriales años antes. Como miembro activo del Partido Conservador fue Director del partido y ejerció amplia influencia en las decisiones de la colectividad y del país en general.
Su madre, fue primera dama de la Nación entre 1970 y 1974, siendo hija del político liberal y candidato a la presidencia en 1946, Carlos Arango Vélez y de Maruja Vega (descendiente de Domingo Caycedo), y nieta del abogado Carmelo Arango.

### Matrimonio
Juan Carlos está casado con Cayetana Valencia, hermana de la congresista por el Partido Centro Democrático, periodista y empresaria colombiana Paloma Valencia. 
Paloma y Cayetana son hijas del político conservador Ignacio Valencia López, quien a su vez era hijo del también político conservador Guillermo León Valencia y de su esposa Susana López. Valencia llegó a ser presidente de Colombia entre 1962 y 1966. Así mismo Guillermo León era hermano de los políticos Álvaro Pío y Josefina Valencia (ministra de Educación en el gobierno de Gustavo Rojas Pinilla), todos ellos hijos del poeta y político conservador Guillermo Valencia.